# Murals de l'estació de Renfe
Els murals de l'estació de Renfe són un conjunt de “murals” fets de ferro obra de Rafael Rodríguez Urrusti, el 1980. Són al vestíbul de l'antiga estació de Renfe (hui estació conjunta Renfe-Feve), al final del carrer Uría, a la ciutat d'Oviedo, Principat d'Astúries, Espanya.

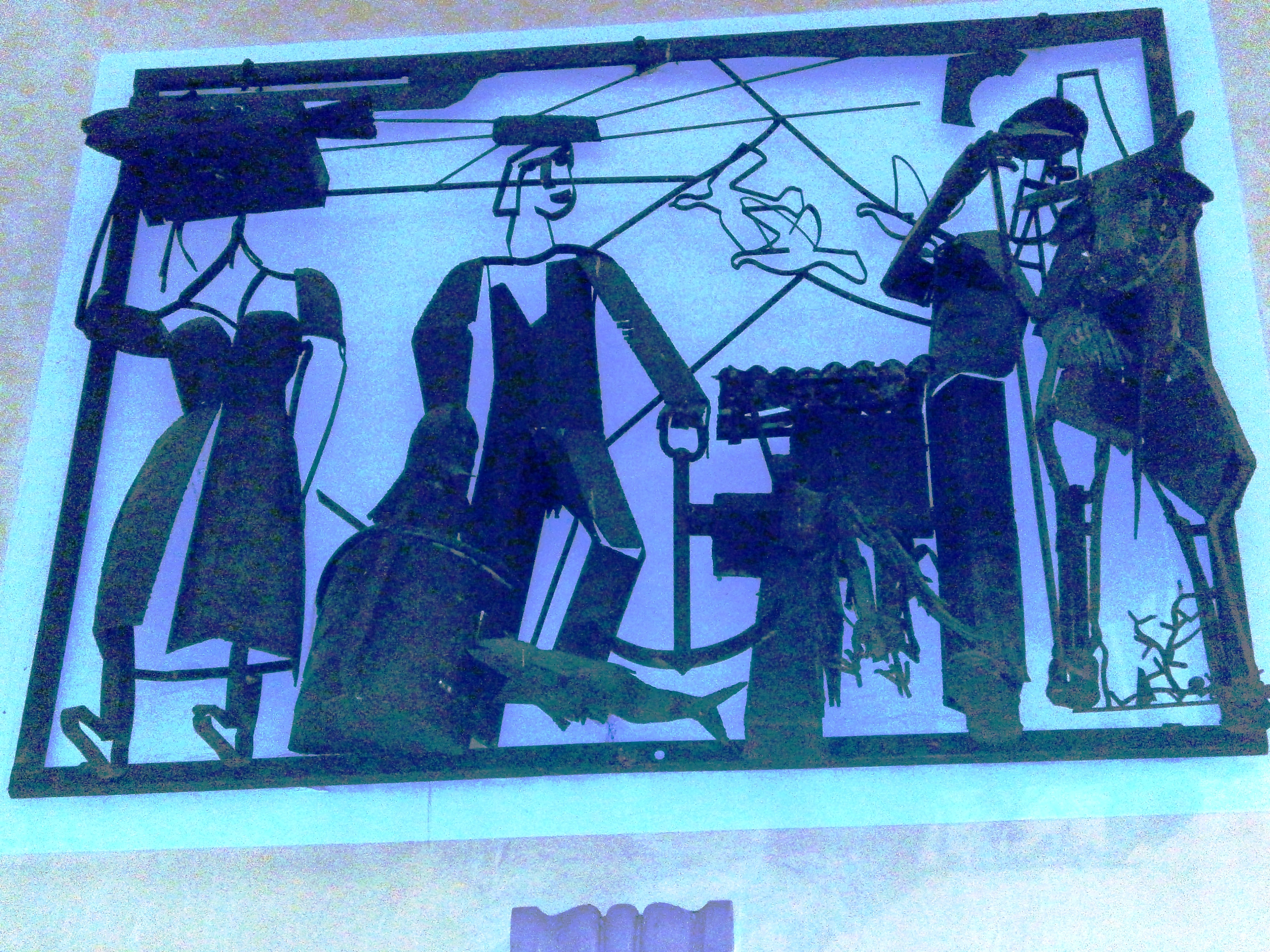
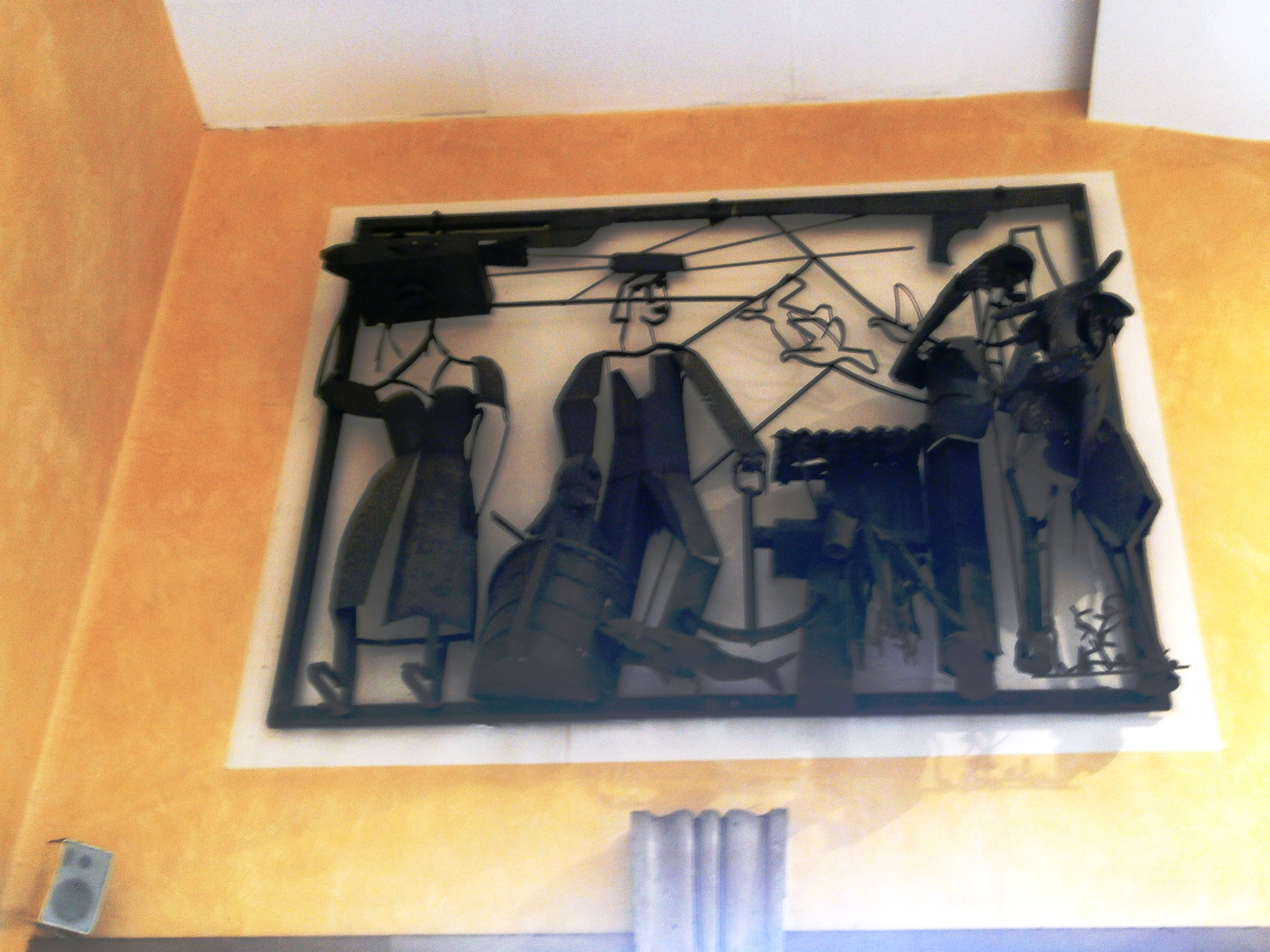
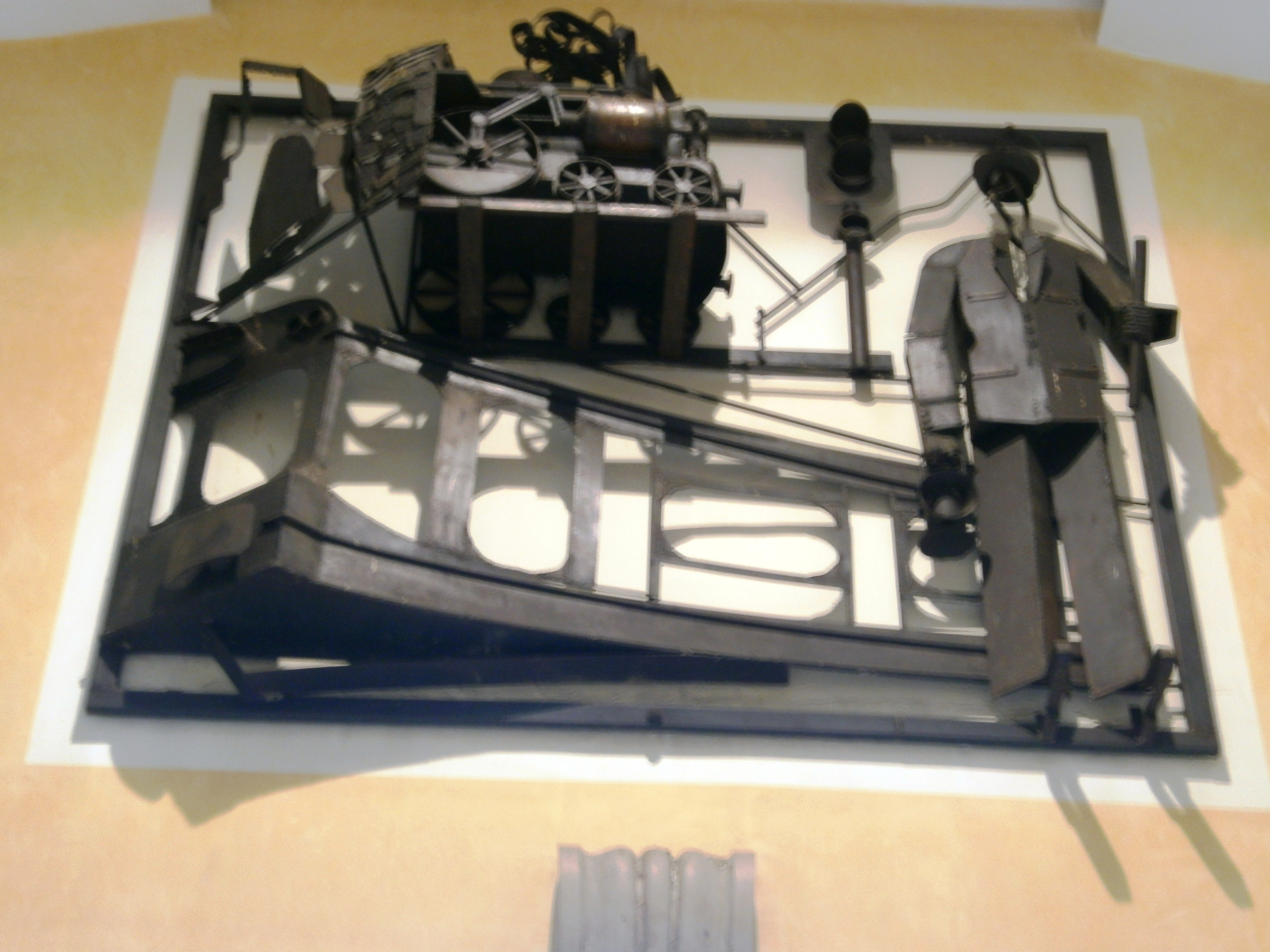
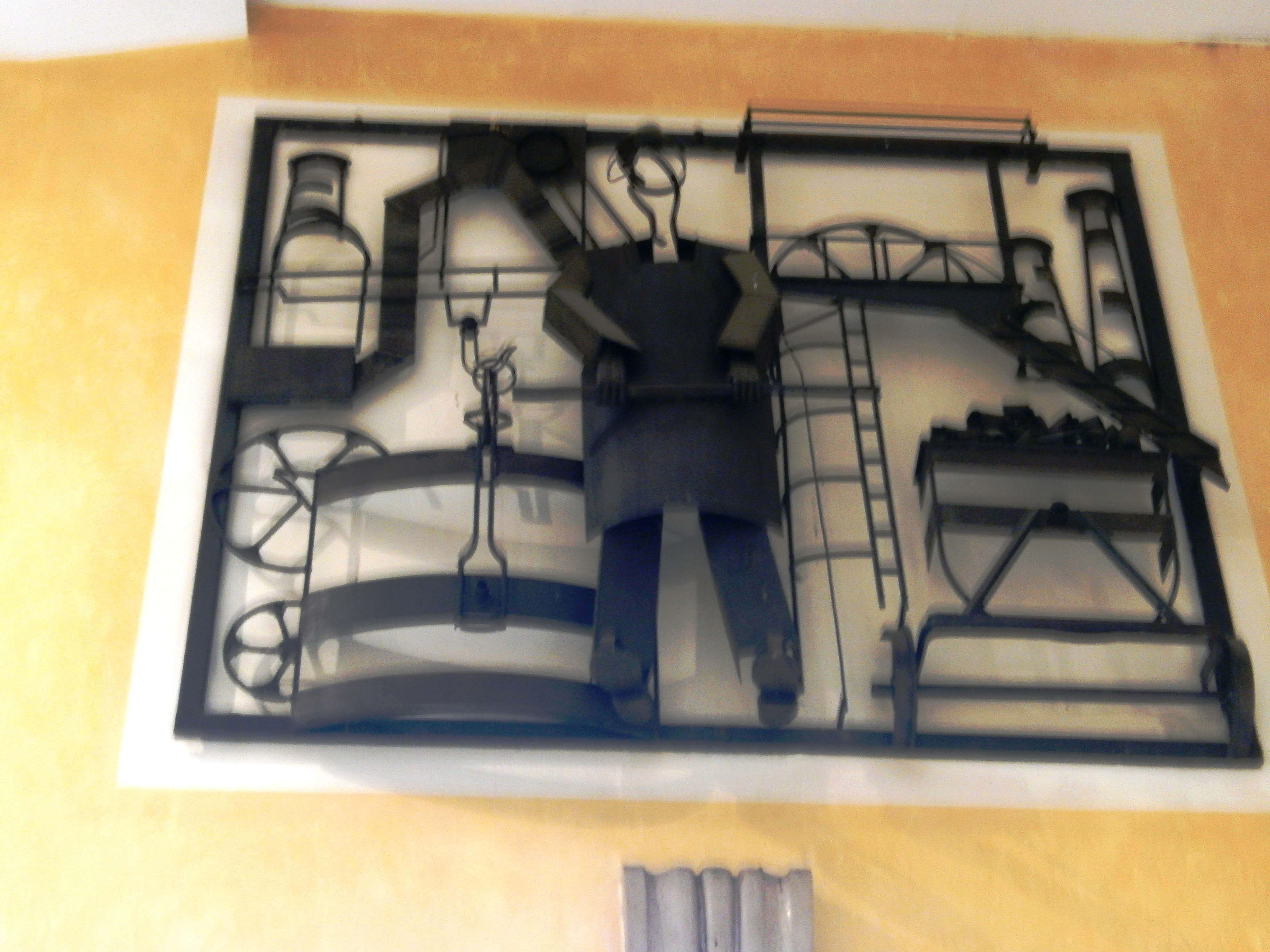

Cada mural té un tema diferent, encara que tots estan lligats a aspectes de la vida, la indústria i les activitats pròpies d'Astúries. Així, en el primer mural, l'artista se centra en la pesca (està representada per una venedora que porta una caixa de peix sobre el seu cap per vendre-la al mercat, al seu costat, hi ha un pescador amb la seva barca, recolzant-se en una àncora com a símbol de la seva unió amb la terra); l'agricultura (representada per un agricultor / ramader i un típic hórreo) i la ramaderia (representada per la figura del ramader / agricultor, així com el cap d'una vaca). La figura humana apareix en grans dimensions.
El segon mural és un homenatge al ferrocarril, mitjà de transport vital per trencar l'aïllament d'Astúries amb la resta de la Península. L'autor utilitza tres elements característics: una màquina de tren de vapor, un vagó de tren elèctric i un cap d'estació, figura aquesta, que novament és de molt més gran que la resta, potenciant d'aquesta manera el valor i la importància de l'ésser humà sobre les màquines.
Per la seva banda el tercer mural se centra en la mineria i la siderometal·lúrgia, hi apareix una indústria siderúrgica i una extracció minera, les quals flanquegen al treballador anònim, situat al centre de la composició, combinant superfícies còncaves i convexes amb una manca de buits, el que passa és contrari al que ha passat en els anteriors murals a la resta, on predomina el buit.